# Logarjev potok
Lógarjev pôtok (tudi Réčnikov pôtok) je levi pritok Drave iz vzhodnega dela Kozjaka. Začne se v plitvi gozdnati grapi in teče ves čas bolj ali manj proti jugu skozi razloženo naselje Zgornji Boč. V Selnici ob Dravi doseže dravsko dolino, kamor je ob izstopu nasul obsežen vršaj, vendar zdaj ne teče naravnost proti Dravi, temveč naredi precejšen zavoj proti vzhodu in se v Dravo izliva šele pod Spodnjo Selnico. Na jožefinski in franciscejski vojaški karti je potok tekel še naravnost proti Dravi in se vanjo izlival pri brodu, ki je tam vozil prek reke, na vojaški karti iz let 1869–1887 pa je potok že vrisan v sedanji smeri.

 Preusmeritev potoka se je torej zgodila med drugim in tretjim kartiranjem, to je nekje med leti 1830 in 1860, razlogi niso poznani.
Potok teče po globoki in ozki dolini, ki jo je izdelal v metamorfnih kamninah (predvsem v gnajsu, blestniku in amfibolitu). V dolinskem dnu je razmeroma malo naplavine, največ v obliki vršajev, ki so jih nasuli potoki iz stranskih grap, sicer teče potok večinoma po živoskalni podlagi.
V preteklosti je bila dolina skoraj povsem nenaseljena in tudi danes je v njej večinoma gozd ter nekaj samotnih domačij, ki jih povezuje lokalna cesta po dolinskem dnu. V tem delu je struga v povsem naravnem stanju, skozi Selnico ob Dravi pa je spremenjena v ozek odtočni kanal.
Pri imenu potoka je nekaj nejasnosti, saj sta v uporabi obe imeni (Logarjev potok in Rečnikov potok). Na državni topografski karti v merilu 1:25.000 je v zgornjem delu doline zapisano ime Logarjev potok, na odseku pod Selnico ob Dravi pa Rečnikov potok, enako je tudi na Geopediji in v Velikem atlasu Slovenije.
 Na temeljnem topografskem načrtu v merilu 1:5000 je uporabljeno samo ime Logarjev potok, tudi starejši knjižni viri uporabljajo samo to ime.